# Panarchisme
Panarchisme is een politieke filosofie die ervan uitgaat dat ieder individu mag bepalen tot welke overheid hij of zij thuishoort. Hierbij hoeft men niet van locatie te wisselen. Het concept was bedacht door Paul Émile de Puydt, een Belgische politieke econoom.
Het idee is dat mensen zelf overheden maken, waarop andere mensen zich kunnen 'abonneren'. De verschillende overheden zouden enkel macht hebben over hun eigen volgelingen. Wanneer men niet tevreden is kan men overstappen op een andere overheid. Zo ontstaat er concurrentie tussen deze 'politieke kerken', en voelen deze zich genoodzaakt zo efficiënt mogelijk te werken.